# Football Club des Girondins de Bordeaux 2014-2015
Questa voce raccoglie le informazioni riguardanti il Football Club des Girondins de Bordeaux nelle competizioni ufficiali della stagione 2014-2015.

## Stagione
Willy Sagnol sostituisce Francis Gillot nel ruolo di allenatore del club. La partita con il Nantes sarà l’ultima disputata allo Chaban-Delmas, dalla stagione successiva la squadra si trasferirà nel nuovo impianto all’avanguardia: il Matmut-Atlantique.

## Maglie e sponsor
Lo sponsor tecnico per la stagione 2014-2015 è Puma, mentre lo sponsor ufficiale è Kia. La prima maglia è blu e presenta la classica "v" bianca con contorno rosso, calzoncini e calzettoni blu. La seconda maglia è bianca con "v" che presenta una fantasia nella tonalità del rosso, calzoncini e calzettoni bianchi. La terza maglia è rossa e blu con banda trasversale bianca, calzoncini e calzettoni blu.
| Casa | Trasferta | Terza divisa |

## Organigramma societario
Area direttiva
- Presidente: Jean-Louis Triaud
- Amministratore delegato: Catherine Steva
- Direttore generale: Alain Deveseleer

Area organizzativa
- Segretario generale: David Lafarge

Area comunicazione
- Responsabile: Aurélie Carrey

Area tecnica
- Direttore sportivo: Jérôme Bonnissel
- Allenatore: Willy Sagnol
- Allenatore in seconda: Sylvain Matrisciano
- Preparatore dei portieri: Franck Mantaux

Area sanitaria
- Medico sociale: Serge Dubeau
- Massaggiatori: Marc Vernet, David Das Neves, Jacques Thébault, Eric Bedouet

## Rosa
| N. |                       | Ruolo | Calciatore         |
| -- | --------------------- | ----- | ------------------ |
| 1  | Slovenia (bandiera)   | P     | Ažbe Jug           |
| 2  | Brasile (bandiera)    | D     | Mariano            |
| 3  | Germania (bandiera)   | D     | Diego Contento     |
| 4  | Portogallo (bandiera) | D     | Tiago Ilori        |
| 5  | Francia (bandiera)    | D     | Nicolas Pallois    |
| 6  | Senegal (bandiera)    | D     | Ludovic Sané       |
| 7  | Mali (bandiera)       | C     | Abdou Traoré       |
| 8  | Francia (bandiera)    | C     | Grégory Sertic     |
| 9  | Uruguay (bandiera)    | A     | Diego Rolán        |
| 10 | Senegal (bandiera)    | A     | Henri Saivet       |
| 11 | Argentina (bandiera)  | A     | Emiliano Sala      |
| 11 | Francia (bandiera)    | C     | Clément Chantôme   |
| 12 | Francia (bandiera)    | A     | Hadi Sacko         |
| 12 | Svezia (bandiera)     | A     | Isaac Kiese Thelin |
| 13 | Francia (bandiera)    | A     | Thomas Touré       |
| 14 | Mali (bandiera)       | A     | Cheick Diabaté     |
| 15 | Francia (bandiera)    | C     | Younès Kaabouni    |
| 16 | Francia (bandiera)    | P     | Cédric Carrasso    |

| N. |                      | Ruolo | Calciatore            |
| -- | -------------------- | ----- | --------------------- |
| 17 | Gabon (bandiera)     | C     | André Biyogo Poko     |
| 18 | Rep. Ceca (bandiera) | C     | Jaroslav Plašil       |
| 19 | Francia (bandiera)   | C     | Nicolas Maurice-Belay |
| 20 | Brasile (bandiera)   | A     | Jussiê                |
| 21 | Francia (bandiera)   | D     | Cédric Yamberé        |
| 22 | Francia (bandiera)   | D     | Julien Faubert        |
| 23 | Argentina (bandiera) | D     | Lucas Orbán           |
| 23 | Argentina (bandiera) | C     | Valentín Vada         |
| 24 | Tunisia (bandiera)   | C     | Wahbi Khazri          |
| 25 | Francia (bandiera)   | D     | Théo Pellenard        |
| 26 | Francia (bandiera)   | C     | Clément Badin         |
| 27 | Francia (bandiera)   | D     | Marc Planus           |
| 28 | Benin (bandiera)     | A     | David Djigla          |
| 29 | Francia (bandiera)   | D     | Maxime Poundjé        |
| 30 | Francia (bandiera)   | P     | Jérôme Prior          |
| 33 | Francia (bandiera)   | C     | Sessi D'Almeida       |
| 34 | Francia (bandiera)   | C     | Enzo Crivelli         |

## Calciomercato

### Sessione estiva(dal 10/6 all'1/9)
| Acquisti | Acquisti        | Acquisti          | Acquisti                    |
| R.       | Nome            | da                | Modalità                    |
| -------- | --------------- | ----------------- | --------------------------- |
| D        | Diego Contento  | Bayern Monaco     | definitivo (1 milione €)    |
| D        | Tiago Ilori     | Liverpool         | prestito                    |
| D        | Nicolas Pallois | Niort             | definitivo (500.000 €)      |
| D        | Théo Pellenard  | Bordeaux 2        | contratto da professionista |
| D        | Vujadin Savić   | Arminia Bielefeld | fine prestito               |
| C        | Clément Badin   | Bordeaux 2        | contratto da professionista |
| C        | Wahbi Khazri    | Bastia            | definitivo (2 milioni €)    |
| C        | Jaroslav Plašil | Catania           | fine prestito               |
| C        | Hadi Sacko      | Le Havre          | fine prestito               |
| C        | Valentin Vada   | Bordeaux 2        | contratto da professionista |
| A        | David Djigla    | Bordeaux 2        | contratto da professionista |
| A        | Gaëtan Laborde  | Red Star          | fine prestito               |
| A        | Emiliano Sala   | Niort             | fine prestito               |
| A        | Thomas Touré    | Bordeaux 2        | contratto da professionista |

| Cessioni | Cessioni         | Cessioni         | Cessioni                   |
| R.       | Nome             | a                | Modalità                   |
| -------- | ---------------- | ---------------- | -------------------------- |
| P        | Kévin Olimpa     |                  | svincolato                 |
| D        | Jérémie Bréchet  |                  | svincolato                 |
| D        | Matthieu Chalmé  |                  | fine carriera              |
| D        | Carlos Henrique  |                  | svincolato                 |
| D        | Lucas Orbán      | Valencia         | definitivo' (4 milioni €)  |
| D        | Vujadin Savić    |                  | svincolato                 |
| C        | Landry N'Guemo   |                  | svincolato                 |
| C        | Hadi Sacko       | Sporting Lisbona | definitivo (1,4 milioni €) |
| A        | David Bellion    |                  | svincolato                 |
| A        | Rodrigo Castro   | Red Star         | rinnovo prestito           |
| A        | Gaëtan Laborde   | Brest            | prestito                   |
| A        | Guillaume Hoarau |                  | svincolato                 |

### Sessione invernale(dal 3/1 al 2/2)
| Acquisti | Acquisti           | Acquisti   | Acquisti                    |
| R.       | Nome               | da         | Modalità                    |
| -------- | ------------------ | ---------- | --------------------------- |
| D        | Cédric Yambère     | Bordeaux 2 | contratto da professionista |
| C        | Clément Chantôme   |            | svincolato                  |
| A        | Isaac Kiese Thelin | Malmö FF   | definitivo                  |

| Cessioni | Cessioni      | Cessioni    | Cessioni |
| R.       | Nome          | a           | Modalità |
| -------- | ------------- | ----------- | -------- |
| C        | Clément Badin | Real Avilés | prestito |
| A        | Emiliano Sala | Caen        | prestito |

## Risultati

### Ligue 1

#### Girone d'andata
| Arbitro: | Bien |

|  |           |             |
|  | Marcatori | 14’ Diabaté |

| Arbitro: | Chapron |

|                                                  |           |              |
| Rolán 48’, 65’ Sala 61’ (rig.) Khazri 74’ (rig.) | Marcatori | 45’ Berbatov |

| Arbitro: | Lannoy |

|             |           |                                                 |
| Bosetti 11’ | Marcatori | 33’ (rig.) Diabaté 47’ Maurice-Belay 55’ Sertic |

| Arbitro: | Fautrel |

|           |           |           |
| Rolán 78’ | Marcatori | 18’ Tallo |

| Arbitro: | Thual |

|                                |           |             |
| Diallo 26’ Mandanne 34’ (rig.) | Marcatori | 83’ Diabaté |

| Arbitro: | Varela |

|                      |           |            |
| Rolán 19’ Khazri 56’ | Marcatori | 86’ Tejeda |

| Arbitro: | Jaffredo |

|                     |           |           |
| van Wolfswinkel 31’ | Marcatori | 39’ Ilori |

| Arbitro: | Bastien |

|                        |           |             |
| Khazri 73’ Touré 90+3’ | Marcatori | 80’ Habibou |

| Arbitro: | Schneider |

|                    |           |  |
| Faubert 32’ (aut.) | Marcatori |  |

| Arbitro: | Castro |

|             |           |            |
| Diabaté 22’ | Marcatori | 77’ Bazile |

| Arbitro: | Chapron |

|                                            |           |  |
| Lucas 45+3’ (rig.), 50’ (rig.) Lavezzi 81’ | Marcatori |  |

| Arbitro: | Ennjimi |

|                      |           |           |
| Planus 52’ Rolán 63’ | Marcatori | 68’ Pešić |

| Arbitro: | Lesage |

|                     |           |                        |
| Touzghar 74’ (rig.) | Marcatori | 24’ Khazri 40’ Diabaté |

| Arbitro: | Gautier |

|                                     |           |           |
| Lemina 60’ Gignac 85’ Batshuayi 90’ | Marcatori | 55’ Touré |

| Arbitro: | Rainville |

|             |           |  |
| Diabaté 62’ | Marcatori |  |

| Metz 3 dicembre 2014, ore 19:00 CET 16ª giornata | Metz    | 0 – 0 referto | Bordeaux | Stade Saint-Symphorien (17.866 spett.)\| Arbitro: \| Moreira \| |
| Arbitro:                                         | Moreira |               |          |                                                                 |

| Arbitro: | Kalt |

|                             |           |                         |
| Khazri 43’ Diabaté 64’, 66’ | Marcatori | 31’ Jeannot 50’ Le Goff |

| Arbitro: | Lannoy |

|                             |           |                   |
| Veretout 22’ Jug 66’ (aut.) | Marcatori | 27’ (rig.) Hansen |

| Arbitro: | Buquet |

|  |           |                                                    |
|  | Marcatori | 39’, 90’ Lacazette 56’ Tolisso 81’ Fekir 85’ Ferri |

#### Girone di ritorno
| Principato di Monaco 11 gennaio 2015, ore 21:00 CET 20ª giornata | Monaco | 0 – 0 referto | Bordeaux | Stade Louis II (5.579 spett.)\| Arbitro: \| Lannoy \| |
| Arbitro:                                                         | Lannoy |               |          |                                                       |

| Arbitro: | Millot |

|                  |           |                    |
| Rolán 33’ (rig.) | Marcatori | 66’ Amavi 90’ Pléa |

| Furiani 24 gennaio 2015, ore 20:00 CET 22ª giornata | Bastia  | 0 – 0 referto | Bordeaux | Stade Armand Cesari (11.571 spett.)\| Arbitro: \| Ennjimi \| |
| Arbitro:                                            | Ennjimi |               |          |                                                              |

| Arbitro: | Desiage |

|             |           |             |
| Poundjé 56’ | Marcatori | 28’ Beauvue |

| Arbitro: | Jaffredo |

|  |           |            |
|  | Marcatori | 11’ Khazri |

| Arbitro: | Gautier |

|           |           |  |
| Rolán 42’ | Marcatori |  |

| Rennes 21 febbraio 2015, ore 20:00 CET 26ª giornata | Rennes | 1 – 1 | Bordeaux | Stade de la Route de Lorient |

| Bordeaux 28 febbraio 2015, ore 20:00 CET 27ª giornata | Bordeaux | 1 – 1 | Stade Reims | Stade Chaban-Delmas |

| Caen 7 marzo 2015, ore 20:00 CET 28ª giornata | Caen | 1 – 2 | Bordeaux | Stade Michel d'Ornano |

| Bordeaux 14 marzo 2015, ore ? CET 29ª giornata | Bordeaux | 3 – 2 | Paris Saint-Germain | Stade Chaban-Delmas |

| Tolosa 21 marzo 2015, ore ? CET 30ª giornata | Tolosa | 2 – 1 | Bordeaux | Stadium Municipal |

| Bordeaux 4 aprile 2015, ore ? CEST 31ª giornata | Bordeaux | 2 – 1 | Lens | Stade Chaban-Delmas |

| Bordeaux 12 aprile 2015, ore ? CEST 32ª giornata | Bordeaux | 1 – 0 | Olympique Marsiglia | Stade Chaban-Delmas |

| Villeneuve d'Ascq 18 aprile 2015, ore ? CEST 33ª giornata | Lilla | 2 – 0 | Bordeaux | Stade Pierre-Mauroy |

| Bordeaux 25 aprile 2015, ore ? CEST 34ª giornata | Bordeaux | 1 – 1 | Metz | Stade Chaban-Delmas |

| Lorient 3 maggio 2015, ore ? CEST 35ª giornata | Lorient | 0 – 0 | Bordeaux | Stade du Moustoir |

| Bordeaux 9 maggio 2015, ore ? CEST 36ª giornata | Bordeaux | 2 – 1 | Nantes | Stade Chaban-Delmas |

| Lione 16 maggio 2015, ore ? CEST 37ª giornata | Olympique Lione | 1 – 1 | Bordeaux | Stade de Gerland |

| Bordeaux 23 maggio 2015, ore ? CEST 38ª giornata | Bordeaux | 2 – 1 | Montpellier | Stade Chaban-Delmas |

### Coppa di Francia

#### Fase a eliminazione diretta
| Arbitro: | Jaffredo |

|                             |           |                       |
| Touré 10’ (rig.) Traoré 71’ | Marcatori | 84’ (rig.) Ben Yedder |

| Arbitro: | Bastien |

|                        |           |           |
| Cavani 14’ Pastore 33’ | Marcatori | 46’ Rolán |

### Coppa di Lega

#### Fase a eliminazione diretta
| Arbitro: | Fautrel |

|                |           |                                      |
| Akpa-Akpro 84’ | Marcatori | 17’ Pallois 24’ Contento 68’ Diabaté |

| Arbitro: | Turpin |

|                                                                   |                      |                                                                 |
| Frey 30’                                                          | Marcatori            | 17’ Mariano                                                     |
| Balmont Meïté Rodelin Sidibé Mendes Origi Enyeama Rozehnal Souaré | Tiri di rigore 6 – 5 | Sertic Faubert Plašil Touré Diabaté Pallois Sané Traoré Mariano |

## Statistiche
Aggiornate al 15 febbraio 2015

### Statistiche di squadra
| Competizione     | Punti | In casa | In casa | In casa | In casa | In casa | In casa | In trasferta | In trasferta | In trasferta | In trasferta | In trasferta | In trasferta | Totale | Totale | Totale | Totale | Totale | Totale | DR |
| Competizione     | Punti | G       | V       | N       | P       | Gf      | Gs      | G            | V            | N            | P            | Gf           | Gs           | G      | V      | N      | P      | Gf     | Gs     | DR |
| ---------------- | ----- | ------- | ------- | ------- | ------- | ------- | ------- | ------------ | ------------ | ------------ | ------------ | ------------ | ------------ | ------ | ------ | ------ | ------ | ------ | ------ | -- |
| Ligue 1          | 55    | 17      | 10      | 5       | 2       | 26      | 20      | 17           | 5            | 5            | 7            | 15           | 20           | 34     | 15     | 10     | 9      | 42     | 41     | +1 |
| Coppa di Francia | -     | 1       | 1       | 0       | 0       | 2       | 1       | 1            | 0            | 0            | 1            | 1            | 2            | 2      | 1      | 0      | 1      | 3      | 3      | 0  |
| Coppa di Lega    | -     | -       | -       | -       | -       | -       | -       | 2            | 1            | 1            | 0            | 4            | 2            | 2      | 1      | 1      | 0      | 4      | 2      | +2 |
| Totale           | 55    | 18      | 11      | 5       | 2       | 28      | 21      | 120          | 6            | 6            | 8            | 20           | 24           | 38     | 18     | 11     | 10     | 49     | 47     | +3 |

### Andamento in campionato
| Giornata  | 1 | 2 | 3 | 4 | 5 | 6 | 7 | 8 | 9 | 10 | 11 | 12 | 13 | 14 | 15 | 16 | 17 | 18 | 19 | 20 | 21 | 22 | 23 | 24 | 25 | 26 | 27 | 28 | 29 | 30 | 31 | 32 | 33 | 34 | 35 | 36 | 37 | 38 |
| --------- | - | - | - | - | - | - | - | - | - | -- | -- | -- | -- | -- | -- | -- | -- | -- | -- | -- | -- | -- | -- | -- | -- | -- | -- | -- | -- | -- | -- | -- | -- | -- | -- | -- | -- | -- |
| Luogo     | T | C | T | C | T | C | T | C | T | C  | T  | C  | T  | T  | C  | T  | C  | T  | C  | T  | C  | T  | C  | T  | C  | T  | C  | T  | C  | T  | C  | C  | T  | C  | T  | C  | T  | C  |
| Risultato | V | V | V | N | P | V | N | V | P | N  | P  | V  | V  | P  | V  | N  | V  | P  | P  | N  | P  | N  | N  | V  | V  |    |    |    |    |    |    |    |    |    |    |    |    |    |
| Posizione | 7 | 1 | 1 | 1 | 3 | 2 | 2 | 2 | 2 | 3  | 6  | 4  | 4  | 5  | 4  | 6  | 5  | 5  | 6  | 6  | 7  | 7  | 7  | 6  |    |    |    |    |    |    |    |    |    |    |    |    |    |    |

Fonte:  Classements, su lfp.fr, LFP.
Legenda:

Luogo: C = Casa; T = Trasferta. Risultato: V = Vittoria; N = Pareggio; P = Sconfitta.

### Statistiche dei giocatori
| Giocatore        | Ligue 1  | Ligue 1 | Ligue 1     | Ligue 1    | Coppa di Francia Coppa di Lega | Coppa di Francia Coppa di Lega | Coppa di Francia Coppa di Lega | Coppa di Francia Coppa di Lega | Totale   | Totale | Totale      | Totale     |
| Giocatore        | Presenze | Reti    | Ammonizioni | Espulsioni | Presenze                       | Reti                           | Ammonizioni                    | Espulsioni                     | Presenze | Reti   | Ammonizioni | Espulsioni |
| ---------------- | -------- | ------- | ----------- | ---------- | ------------------------------ | ------------------------------ | ------------------------------ | ------------------------------ | -------- | ------ | ----------- | ---------- |
| C. Badin         | 0        | 0       | 0           | 0          | 0+1                            | 0                              | 0                              | 0                              | 1        | 0      | 0           | 0          |
| A. Biyogo Poko   | 10       | 0       | 1           | 1          | 1+0                            | 0                              | 0                              | 0                              | 11       | 0      | 1           | 1          |
| C. Carrasso      | 24       | -26     | 1           | 0          | 2+1                            | -3-1                           | 0                              | 0                              | 27       | -29    | 1           | 0          |
| C. Chantôme      | 2        | 0       | 1           | 0          | -                              | -                              | -                              | -                              | 2        | 0      | 1           | 0          |
| D. Contento      | 17       | 0       | 5           | 0          | 2+1                            | 0+1                            | 0                              | 0                              | 20       | 1      | 5           | 0          |
| E. Crivelli      | 5        | 0       | 0           | 0          | 1+0                            | 0                              | 0                              | 0                              | 6        | 0      | 0           | 0          |
| S. D'Almeida     | 2        | 0       | 0           | 0          | -                              | -                              | -                              | -                              | 2        | 0      | 0           | 0          |
| C. Diabaté       | 16       | 8       | 2           | 1          | 0+2                            | 0+1                            | 0                              | 0                              | 18       | 9      | 2           | 1          |
| D. Djigla        | 1        | 0       | 0           | 0          | -                              | -                              | -                              | -                              | 1        | 0      | 0           | 0          |
| J. Faubert       | 12       | 0       | 0           | 0          | 1+1                            | 0                              | 0                              | 0                              | 14       | 0      | 0           | 0          |
| T. Ilori         | 7        | 1       | 0           | 0          | 2+1                            | 0                              | 1+0                            | 0                              | 10       | 1      | 1           | 0          |
| A. Jug           | 2        | -4      | 0           | 0          | 0+1                            | 0-1                            | 0                              | 0                              | 3        | -4     | 0           | 0          |
| Jussiê           | -        | -       | -           | -          | -                              | -                              | -                              | -                              | -        | -      | -           | -          |
| Y. Kaabouni      | 12       | 0       | 0           | 0          | 0+1                            | 0                              | 0+1                            | 0                              | 13       | 0      | 1           | 0          |
| W. Khazri        | 19       | 6       | 4           | 0          | 1+1                            | 0                              | 0                              | 0                              | 21       | 6      | 4           | 0          |
| Mariano          | 19       | 0       | 3           | 0          | 2+2                            | 0+1                            | 0+1                            | 0                              | 23       | 1      | 4           | 0          |
| N. Maurice-Belay | 19       | 1       | 0           | 0          | 1+1                            | 0                              | 0                              | 0                              | 21       | 1      | 0           | 0          |
| L. Orbán         | -        | -       | -           | -          | -                              | -                              | -                              | -                              | -        | -      | -           | -          |
| N. Pallois       | 24       | 0       | 2           | 1          | 1+2                            | 0+1                            | 0+3                            | 0+1                            | 27       | 1      | 5           | 2          |
| T. Pellenard     | -        | -       | -           | -          | -                              | -                              | -                              | -                              | -        | -      | -           | -          |
| M. Planus        | 6        | 1       | 1           | 0          | 1+0                            | 0                              | 0                              | 0                              | 7        | 1      | 1           | 0          |
| J. Plašil        | 22       | 0       | 0           | 1          | 2+2                            | 0                              | 0                              | 0                              | 26       | 0      | 0           | 1          |
| M. Poundjé       | 9        | 1       | 1           | 0          | 0+1                            | 0                              | 0                              | 0                              | 10       | 1      | 1           | 0          |
| J. Prior         | -        | -       | -           | -          | -                              | -                              | -                              | -                              | -        | -      | -           | -          |
| D. Rolán         | 23       | 7       | 1           | 0          | 2+0                            | 1+0                            | 0                              | 0                              | 25       | 8      | 1           | 0          |
| H. Sacko         | 2        | 0       | 0           | 0          | -                              | -                              | -                              | -                              | 2        | 0      | 0           | 0          |
| H. Saivet        | 3        | 0       | 1           | 0          | 1+1                            | 0                              | 0                              | 0                              | 5        | 0      | 1           | 0          |
| E. Sala          | 12       | 1       | 1           | 0          | 1+0                            | 0                              | 0                              | 0                              | 13       | 1      | 1           | 0          |
| L. Sané          | 14       | 0       | 0           | 0          | 0+1                            | 0                              | 0                              | 0                              | 15       | 0      | 0           | 0          |
| G. Sertic        | 20       | 1       | 5           | 0          | 1+2                            | 0                              | 0                              | 0                              | 23       | 1      | 5           | 0          |
| K. Soni          | -        | -       | -           | -          | 1+0                            | 0                              | 0                              | 0                              | 1        | 0      | 0           | 0          |
| I. Thelin        | 4        | 0       | 1           | 0          | -                              | -                              | -                              | -                              | 4        | 0      | 1           | 0          |
| P. Thiombane     | 1        | 0       | 0           | 0          | -                              | -                              | -                              | -                              | 1        | 0      | 0           | 0          |
| T. Touré         | 20       | 2       | 4           | 0          | 2+2                            | 1+0                            | 0                              | 0                              | 24       | 3      | 4           | 0          |
| A. Traoré        | 10       | 0       | 1           | 0          | 1+2                            | 1+0                            | 0                              | 0                              | 13       | 1      | 1           | 0          |
| C. Yambère       | 7        | 0       | 2           | 0          | 2+2                            | 0                              | 0                              | 0                              | 11       | 0      | 2           | 0          |
| V. Vada          | -        | -       | -           | -          | -                              | -                              | -                              | -                              | -        | -      | -           | -          |